# Sigurd Smebye
Sigurd Smebye (Tønsberg, 1886. március 16. – Oslo, 1954. június 7.) olimpiai bronzérmes norvég tornász.
Az 1912. évi nyári olimpiai játékokon tornában svéd rendszerű összetett csapatversenyben bronzérmes lett.
Klubcsapata az Oslo Turnforening volt.